# Lissodendoryx oligacantha
Lissodendoryx oligacantha är en svampdjursart som beskrevs av Jörn Hentschel 1929. Lissodendoryx oligacantha ingår i släktet Lissodendoryx och familjen Coelosphaeridae. Inga underarter finns listade i Catalogue of Life.